# 加羅林語
加罗林语是一種南島語言，起源於加罗林群岛，但主要為北马里亚纳群岛居民所使用。加罗林人將該語言與英語一起作为常用語言。世界上約有3,100名母語人士。